# آندره فارست
آندره فارست (به انگلیسی: Andrew Forrest) (زاده ۱۹۶۱) کارآفرین، سرمایه‌گذار و مدیر ارشد اجرایی استرالیایی است، که در حال حاضر به‌عنوان مدیر عامل اجرایی و رییس هیئت مدیره شرکت فورتسکیو متال فعالیت می‌کند. وی در ماه مارس سال ۲۰۱۴ با دارایی خالص ۵٫۲ میلیارد دلار آمریکا، به عنوان چهارمین فرد ثروتمند استرالیا شناخته شد.